# Fernando Flores

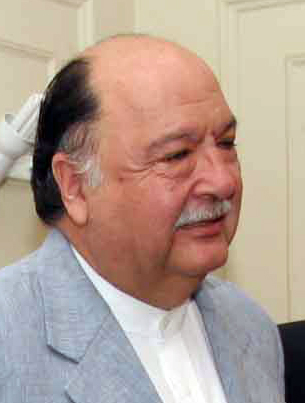
Fernando Flores (2010)

Carlos Fernando Flores Labra (* 9. Januar 1943 in Talca, Chile) ist ein chilenischer Politiker, Ingenieur und Philosoph. Er war 1972–73 Minister in der Regierung von Salvador Allende sowie von 2002 bis 2010 Mitglied des Senats von Chile.

## Leben
Flores absolvierte ein Studium an der Pontificia Universidad Católica de Chile, das er 1968 als Industrie- und Bauingenieur abschloss. In seiner Studienzeit gehörte er der Jugendorganisation der Partido Demócrata Cristiano an, schloss sich 1969 aber dem weiter links stehenden Movimiento de Acción Popular Unitaria (MAPU) an, das mit Sozialisten und Kommunisten die Unidad Popular bildete.
Nach der Wahl Salvador Allendes zum Präsidenten 1970 ernannte dieser den 28-jährigen Flores zum technischen Direktor der Wirtschaftsförderungsbehörde Corporación de Fomento de la Producción (CORFO), die unter der sozialistischen Regierung der Unidad Popular für die Verstaatlichung der Industrie zuständig war. In Zusammenarbeit mit dem britischen Kybernetiker Stafford Beer versuchte Flores durch das Cybersyn-Projekt in der chilenischen Wirtschaftssteuerung wissenschaftliche Verwaltungs- und Organisationstechniken einzuführen, die auf neuesten kybernetischen Erkenntnissen beruhten. Aufgrund der Erfolge des Projektes ernannte Präsident Allende ihn im November 1972 zum Wirtschafts-, im Monat darauf zum Finanzminister. Im Mai 1973 übernahm Flores das Amt des Generalsekretärs der Regierung.
Am 11. September 1973 putschte Augusto Pinochet; Flores wurde 1973 bis 1976 in Lagern auf der Isla Dawson, in Ritoque und Tres Álamos gefangen gehalten. Mit Unterstützung von Amnesty International konnte er mit seiner Familie nach Palo Alto (Kalifornien) emigrieren. Er promovierte 1977 an der University of California, Berkeley, zum Ph.D. Seine Dissertation trägt den Titel Management and Communication in the Office of the Future. Er arbeitete mit Hubert Dreyfus, Stuart Dreyfus, John Searle und Ann Markussen und hatte Erfolg als Informatiker und Unternehmer. Seine Ideen von Philosophie und Arbeitsorganisation entwickelte er weiter und ließ sich dabei von Martin Heidegger, Humberto Maturana und John Langshaw Austin beeinflussen. Gemeinsam mit dem amerikanischen Informatiker Terry Winograd schrieb er 1986 ein Buch, in dem beide Ansätze der gerade aufstrebenden Künstlichen Intelligenz kritisierten.
Nach seiner Rückkehr nach Chile gründete er 1991 die Fundación Mercator und engagierte sich im Unternehmerclub von Santiago. Flores wurde 2001 für die sozialdemokratische Partido por la Democracia (PPD) zum Senator der Provinzen Arica-Parinacota und Tarapacá gewählt. Ende 2004 versuchte er – ohne Erfolg – der Kandidat der PPD für das Amt des chilenischen Präsidenten zu werden. Anfang 2007 trat er aus der PPD aus und gründete mit seinen Mitstreitern die Partei ChilePrimero, die punktuell mit dem oppositionellen Mitte-rechts-Bündnis Alianza zusammenarbeitete. Bei der Präsidentschaftswahl 2009/10 unterstützte er die Kandidatur des Konservativen Sebastián Piñera. Nach dem Ende von Flores’ Senatsmandat im März 2010 ernannte Präsident Piñera ihn zum Vorsitzenden des Nationalen Innovationsrats für Wettbewerbsfähigkeit (Consejo Nacional de Innovación para la Competitividad).
Flores wurde mit der Ehrendoktorwürde der Universidad de Tarapacá und der Universidad de Santiago de Chile ausgezeichnet.

## Schriften
- mit Terry Winograd: Understanding computers and cognition: a new foundation of design. Ablex Pub., 1986 (deutsch: Terry Winograd; Fernando Flores: Erkenntnis, Maschinen, Verstehen. Zur Neugestaltung von Computersystemen. Mit einem Nachwort von Wolfgang Coy. Rotbuch Verl., Berlin 1989. ISBN 3-88022-750-0)

## Verweise
1. ↑  Eden Medina: Designing Freedom, Regulating a Nation: Socialist Cybernetics in Allende’s Chile. In: Journal of Latin American Studies, Band 38, Nr. 3 (August 2006), S. 571–606, hier S. 578.
2. ↑  Philippe Rivière: Der Staat als Maschine. Das Kybernetik-Experiment in Allendes Chile. In: Le Monde diplomatique. 12. November 2010, abgerufen am 13. August 2016.
3. 1 2 3  Carlos Fernando Flores Labra – Reseñas biográficas parlamentarias. Biblioteca del Congreso Nacional de Chile.

| Personendaten    | Personendaten                                      |
| ---------------- | -------------------------------------------------- |
| NAME             | Flores, Fernando                                   |
| ALTERNATIVNAMEN  | Flores Labra, Carlos Fernando (vollständiger Name) |
| KURZBESCHREIBUNG | chilenischer Politiker, Ingenieur und Philosoph    |
| GEBURTSDATUM     | 9. Januar 1943                                     |
| GEBURTSORT       | Talca, Chile                                       |